# PwC
PwC (abreviatura de PriceWaterhouseCoopers) forma parte del grupo de firmas de consultoría conocidas en inglés como las Big Four, junto con Deloitte, EY y KPMG.
Es una de las 4 firmas de servicios profesionales más grandes del mundo. Presta servicios de auditoría, consultoría y asesoramiento legal y fiscal a las principales compañías, instituciones y gobiernos a nivel global. Al cierre del año fiscal 2022, la firma anunció unos ingresos globales récord de 50.000 millones de dólares lo que la sitúa entre una de las empresas mejor valoradas del mundo. 
Según la revista Forbes, a finales del año 2013 PwC era la sexta mayor empresa privada de los Estados Unidos.3
En 2017 PwC fue nombrada la consultora más prestigiosa del mundo, según Brand Finance, PwC obtuvo el puntaje más alto (AAA+) por séptimo año consecutivo, y fue reconocida como una marca "excepcionalmente sólida y bien administrada". 
"El índice de Brand Finance es una evaluación independiente que ratifica la solidez de las marcas a nivel global"
En abril de 2014 PwC completó la adquisición de la consultora estratégica Booz & Company, pasando esta a formar parte de la red de firmas de PwC y cambiando su nombre a Strategy& (pronunciado en inglés “Strategy and”).4

## Orígenes
Aunque sus orígenes se remontan a 1859, la configuración actual es fruto de la fusión, en 1998, entre Price Waterhouse y Coopers & Lybrand. Desde el punto de vista jurídico, PwC es una red de sociedades independientes y de propiedad local que comparten una misma marca y una serie de metodologías y estándares de calidad.

### Historia de Price Waterhouse
En 1849, Samuel Lowell Price, un contador, fundó un estudio de contabilidad en Londres.En 1865, Price se asoció con William Hopkins Holyland y Edwin Waterhouse.Holyland se fue poco después para trabajar solo en contabilidad y la firma fue conocida desde 1874 como Price, Waterhouse & Co. El acuerdo de asociación original, firmado por Price, Holyland y Waterhouse, se puede encontrar en Southwark Towers.
A finales del siglo XIX, Price Waterhouse ya era reconocida como firma de contabilidad. Abrió una oficina en la ciudad de Nueva York en 1890, y la firma estadounidense se expandió. La firma británica original abrió una oficina en Liverpool en 1904, y luego en otras partes del Reino Unido y del mundo, estableciendo cada vez una sociedad independiente en cada país: la práctica internacional de Price Waterhouse era, por lo tanto, una federación de firmas colaboradoras que habían crecido orgánicamente, en lugar de ser el resultado de una fusión internacional.
En un esfuerzo adicional por aprovechar las economías de escala, PW y Arthur Andersen consideraron una fusión en 1989,pero las negociaciones fracasaron, principalmente debido a conflictos de intereses, como los fuertes vínculos comerciales de Andersen con IBM y la auditoría que PW realizaba de IBM, así como las culturas radicalmente diferentes de ambas firmas. Los involucrados en la fallida fusión comentaron que, al final de la negociación, los socios se dieron cuenta de que tenían diferentes perspectivas de negocio, y la posible fusión se descartó.

### Historia de Coopers & Lybrand
En 1854, William Cooper fundó un despacho de contabilidad en Londres. Siete años después, se convirtió en Cooper Brothers, cuando se unieron sus tres hermanos.
En 1898, Robert H. Montgomery, William M. Lybrand, Adam A. Ross Jr. y su hermano T. Edward Ross formaron Lybrand, Ross Brothers y Montgomery en los Estados Unidos.
En 1957, Cooper Brothers, junto con Lybrand, Ross Bros & Montgomery y una firma canadiense (McDonald, Currie and Co.), acordaron adoptar el nombre Coopers & Lybrand en la práctica internacional.En 1973, las tres firmas miembro en el Reino Unido, EE. UU. y Canadá cambiaron sus nombres a Coopers & Lybrand.Luego, en 1980, Coopers & Lybrand amplió sustancialmente su experiencia en insolvencia al adquirir Cork Gully, una firma líder en ese campo en el Reino Unido.En 1990, en ciertos países, incluido el Reino Unido, Coopers & Lybrand se fusionó con Deloitte, Haskins & Sells para convertirse en Coopers & Lybrand Deloitte;en 1992 volvieron a llamarse Coopers & Lybrand.

## Operaciones
PwC se refiere a la red PwC y/o a una o más de sus firmas miembro, cada una de las cuales es una entidad legal independiente debido a los requisitos legislativos locales.Al igual que otras firmas de servicios profesionales, cada firma miembro es financiera y legalmente independiente. PwC está coordinada por una sociedad privada limitada por garantía bajo la legislación inglesa, denominada PricewaterhouseCoopers International Limited.Además, PwC está registrada como una entidad multidisciplinaria que también presta servicios legales.
Las operaciones de PwC son globales, con Europa representando el 36% del total y América el 44%, a partir de 2016.El mayor crecimiento de PwC en el año fiscal 2018 fue en Asia, donde los ingresos aumentaron un 15%, seguido por un crecimiento de los ingresos del 12% en Medio Oriente y África.

### Líneas de servicio
PwC está organizada en las siguientes tres líneas de servicio (las participaciones en los ingresos de 2017 se enumeran entre paréntesis):
- Garantía (41%): Los servicios de garantía son aquellos normalmente asociados con las auditorías financieras.[17]
- Asesoría (33%): Los servicios de asesoría que ofrece PwC incluyen dos departamentos de consultoría actuarial: Soluciones Actuariales y de Gestión de Seguros (AIMS) y una subdivisión de "Servicios de Recursos Humanos" (HRS). Los servicios actuariales abarcan principalmente cinco áreas: pensiones, seguros de vida, seguros generales, salud e inversiones. AIMS se ocupa de seguros de vida y generales, e inversiones, mientras que HRS se dedica principalmente a pensiones y salud colectiva.[18]PwC también se ha expandido a los medios digitales y la publicidad.[19]
- Impuestos (25%) – Planificación fiscal internacional.

### Análisis de datos
Debido a su tamaño, PwC puede contribuir al análisis de datos a una amplia gama de áreas.
- Cálculo del tamaño del mercado de drones: PwC publicó un informe en 2016 que afirmaba que el mercado mundial de drones alcanzaría cerca de 127 mil millones de dólares para 2020, con Polonia a la vanguardia de la legislación para el uso comercial de vehículos aéreos no tripulados.[20][21]
- PwC acuñó el término E7 para describir las siete economías emergentes que la compañía predice que reemplazarán a las naciones del G7 actual en 2050. Esas siete naciones emergentes son China, Rusia, India, México, Indonesia, Turquía y Brasil.[22]
- PwC evalúa la prima de riesgo de un país, un factor importante al analizar la valoración de una entidad.[23][24]
- La empresa analiza la paridad salarial, es decir, la comparación salarial entre hombres y mujeres. A principios de 2017, PwC descubrió en su estudio sobre el Índice de Mujeres en el Trabajo que el Reino Unido podría tardar 24 años, hasta 2041, en cerrar su brecha salarial de género.[25]
- PwC publica el Índice de Economía Baja en Carbono, que rastrea hasta qué punto los países del G20 están reduciendo las emisiones de carbono.[26][27][28][29]
- La Economía del Mar es un proyecto de análisis a largo plazo de PwC Portugal. Forma parte del proyecto HELM, lanzado en 2006 para crear un enfoque integrado para prácticas marítimas exitosas y sostenibles. Analiza las mejores prácticas en todo el mundo y recopila datos de las industrias que dependen o trabajan en el mar, así como de los países que lo utilizan.[30][31]
- PwC desarrolló el marco de Medición y Gestión del Impacto Total (TIMM), diseñado para ayudar a las empresas a realizar estudios de impacto que les ayudarán a poner valor a todas las actividades, productos o servicios de una empresa.[32][33]

### Oficinas
PwC tiene socios en aproximadamente 800 oficinas en 157 países con 200.000 empleados.Las oficinas notables incluyen la torre de oficinas Seaport en Boston;y la torre Magwa Crescent Waterfall City en Midrand, Sudáfrica.
La Revisión Anual Global de PwC de 2018 establece los ingresos de la empresa por región, de la siguiente manera:
| Región                    | Ingresos (miles de millones de dólares) (2018) |
| ------------------------- | ---------------------------------------------- |
| América                   | 17.454                                         |
| Europa Occidental         | 13.864                                         |
| Asia                      | 5.675                                          |
| Australasia y el Pacífico | 1.810                                          |
| Oriente Medio y África    | 1.559                                          |
| Europa Central y Oriental | 0.918                                          |

## Asuntos corporativos y cultura
La empresa emplea a un gran número de trabajadores jóvenes; en 2017, el 80 % de su fuerza laboral eran millennials.Según PwC, la empresa utiliza la educación para cerrar la brecha cultural entre generaciones.La firma también implementa un plan de tres pasos "Conectar-Integrar-Mejorar" para promover la participación de los empleados.La empresa exige que el personal de nivel superior continúe capacitándose y aprendiendo; PwC también creó una plataforma de colaboración social llamada Spark para que los empleados puedan acceder a los materiales y tareas del curso, completar los prerrequisitos y acceder a materiales de refuerzo.
En 2016, Tim Ryan, presidente de PwC, ayudó a lanzar la coalición CEO Action for Diversity and Inclusion, el mayor compromiso empresarial impulsado por directores ejecutivos para promover la diversidad y la inclusión en el lugar de trabajo.
Los empleados de PwC generalmente tienen flexibilidad para elegir su propio horario de trabajo, siempre que la alta dirección lo considere aceptable.En 2002, PwC publicó el primer "Código de Conducta" global de la profesión contable.Strategy& y PwC publican Strategy+Business, una revista de negocios impresa y en línea centrada en cuestiones de gestión y estrategia corporativa.En junio de 2021, PwC, junto con Edelman, la agencia socia de la empresa, lanzó un programa, The Trust Leadership Institute.
PwC creó un Comité Benéfico ColourBrave, integrado por empleados de toda la organización, como parte de su compromiso de seguir construyendo una cultura inclusiva y abordar la disparidad racial. El Comité seleccionó a 25 organizaciones lideradas por personas negras y organizaciones de la sociedad civil para unirse a la lista de beneficiarios de la Fundación PwC y el Club de Emprendedores Sociales de PwC.
A partir de 2021, PwC es la cuarta empresa privada más grande de los Estados Unidos.
Los informes sobre la participación de PwC en el escándalo fiscal australiano revelaron una cultura paralela alternativa que opera de forma independiente de su cultura de cara al público. Esta cultura prioriza la lealtad a los superiores, la aceptación incondicional del statu quo y una mentalidad de crecimiento de los ingresos a toda costa, incluso hasta el punto de infringir las normas.

## Personal
Al 30 de junio de 2021, PwC tenía 295.371 empleados en todo el mundo.El mayor porcentaje de trabajadores está empleado en Europa Occidental, Asia y América.A continuación se muestra el número de empleados en cada región del mundo al año fiscal 2021.
| Región                         | Número de empleados |
| ------------------------------ | ------------------- |
| Europa, Oriente Medio y África | 122,894             |
| Asia Pacífico                  | 98,876              |
| América                        | 73,601              |
| Total                          | 295,371             |

A continuación se muestra el número de empleados por áreas de práctica.
| Área de práctica               | Número de empleados |
| ------------------------------ | ------------------- |
| Garantía                       | 116,890             |
| Asesoría                       | 81,369              |
| Impuestos                      | 55,286              |
| Servicios internos de la firma | 41,826              |
| Total                          | 295,371             |

A continuación se muestra el número de empleados por nivel.
| Tipo de personal     | Número de empleados |
| -------------------- | ------------------- |
| Socios               | 11,987              |
| Directores           | 19,447              |
| Gerentes             | 69,195              |
| Asociados            | 180,114             |
| Prácticas y becarios | 14,718              |
| Total                | 295,371             |

Entre los exalumnos destacados de la empresa se incluyen:
- Greg Abel – Futuro CEO de Berkshire Hathaway[58]
- Ed Bastian – CEO de Delta Air Lines[59]
- Mike Dooley – Autor, orador y emprendedor[60]
- Tony Harrington – Ex CEO de MinterEllison[61]
- Phil Knight – Fundador de Nike, Inc.[62]
- Tanoh Kpassagnon – Extremo defensivo de fútbol americano de los Kansas City Chiefs de la National Football League[63]
- Richard J. Kramer – Presidente, director general y CEO de Goodyear Tire and Rubber Company[64]
- David Pecker - Ex CEO de American Media, Inc.[65]
- Ian Powell – Presidente de Capita, empresa de outsourcing[66]
- Brian Roche – Ejecutivo de negocios de Nueva Zelanda[67]
- Stephen M. Ross - Fundador de The Related Companies y propietario de los Miami Dolphins[68]
- Dhivya Suryadevara – CFO de Stripe[69]
- Brad Tilden – CEO y Presidente de Alaska Airlines[70]
- Wendell Weeks – Presidente de Corning Inc.[71]

## Presencia internacional

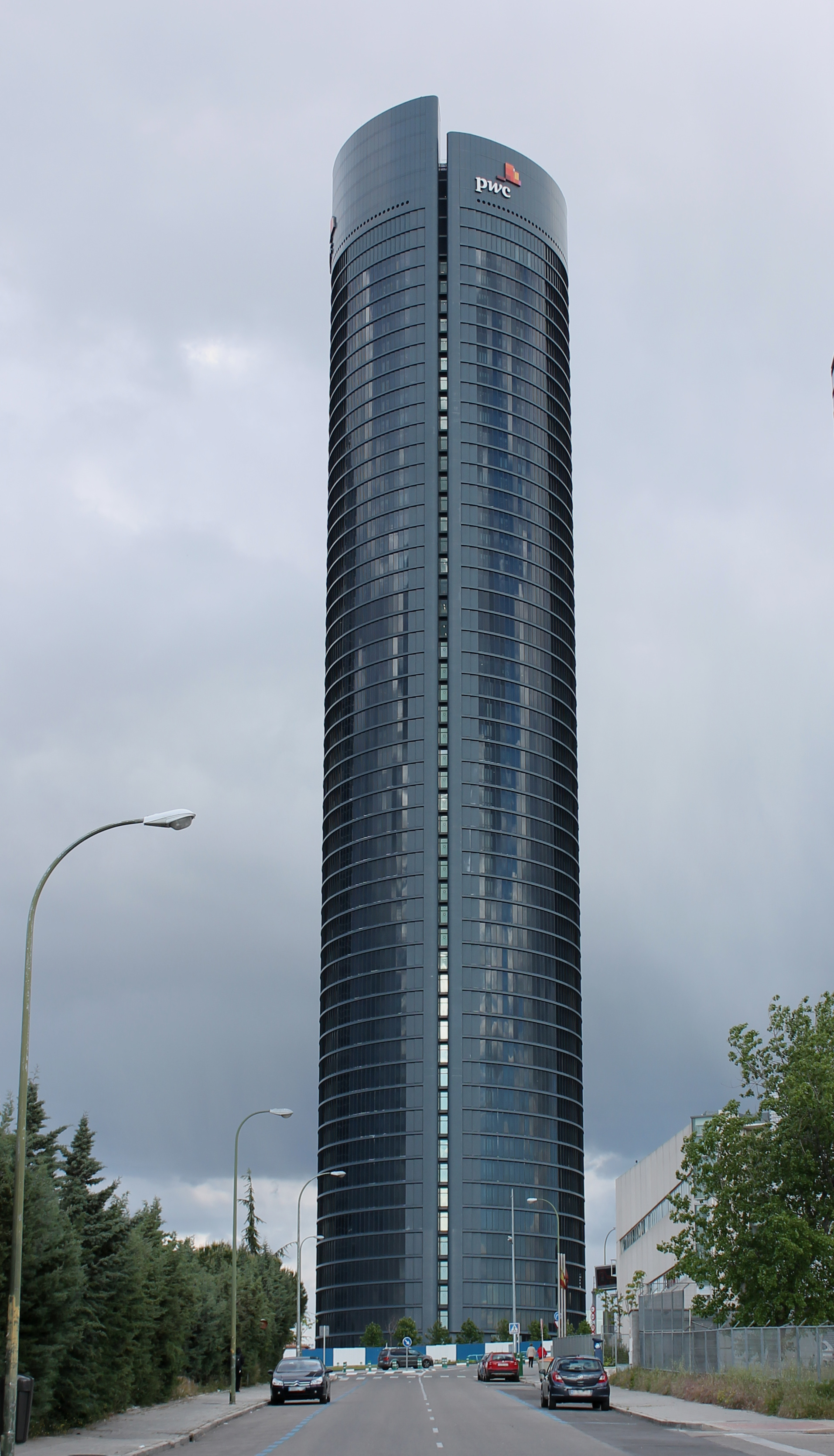
Torre PwC situada en el complejo Cuatro Torres Business Area, Madrid, España.

### España
Su sede principal en España es la Torre PwC, situada en el paseo de la Castellana de Madrid. El cambio de nombre e imagen corporativa se produjo en 2011, con Carlos Mas como presidente en España, si bien el cambio se ha producido a nivel global. De ahí que actualmente en medios digitales y convencionales se observen las dos denominaciones para referirse a esta consultora. Además, PwC cuenta con oficinas en las siguientes ciudades españolas: La Coruña, Alicante, Barcelona, Bilbao, Las Palmas de Gran Canaria, Logroño, Málaga, Murcia, Oviedo, Palma de Mallorca, Pamplona, San Sebastián, Santa Cruz de Tenerife, Santander, Sevilla, Valencia, Vigo, Vitoria y Zaragoza.

### México
Con veinte oficinas en las principales ciudades del país su sede está localizada en la Ciudad de México, donde proporciona servicios de auditoría, consultoría, impuestos y servicios legales. Siendo la sede de la Ciudad de México una de las más importantes del mundo junto a la de Londres y la de Nueva York.

### Colombia
Price Waterhouse inició sus actividades profesionales en Colombia desde 1947 y adquirió su nombre actual como PricewaterhouseCoopers en julio de 2000, con la fusión con los representantes de Coopers & Lybrand. Tienen oficinas en las principales ciudades del país, para atender a éstas y a sus áreas de influencia.

## Sanciones
El 25 de abril de 2018 el Instituto de Contabilidad y Auditoría de Cuentas de España sancionó a PWC por infracciones graves cometidas por la auditoría de las cuentas del Banco Popular de 2012.

En 2017 PwC España fue investigada por la Audiencia Nacional como parte de la Operación Lezo por presuntamente participar a título lucrativo en la apropiación de fondos públicos destinados a la financiación del Partido Popular en la Comunidad de Madrid

## Controversias
La firma se ha visto envuelta en varias controversias de corrupción y escándalos criminales.La firma ha estado implicada en múltiples ocasiones en prácticas de evasión y elusión fiscal.La empresa ha ayudado a criminales de guerra a evadir sanciones.La empresa ha realizado con frecuencia auditorías insuficientes, por lo que realiza servicios de auditoría que avalan las finanzas de las empresas sin seguir las normas básicas de auditoría.

### Discriminación laboral por género
En 1989, la Corte Suprema de los Estados Unidos dictaminó que Price Waterhouse debía demostrar, por preponderancia de la evidencia, que la decisión sobre el empleo de Ann Hopkins habría sido la misma de no haber existido discriminación sexual. La firma de contabilidad no logró demostrar que la misma decisión de posponer el ascenso de Hopkins a la sociedad se habría tomado de no haber existido discriminación sexual, y por lo tanto, la decisión de empleo constituyó discriminación sexual según el Título VII de la Ley de Derechos Civiles de 1964. La importancia del fallo de la Corte Suprema fue doble. Primero, estableció que los estereotipos de género son procesables como discriminación sexual. Segundo, estableció el marco de motivos mixtos como marco probatorio para probar la discriminación bajo la teoría del trato desigual, incluso cuando también concurran razones legales para la acción laboral adversa.La candidatura de Hopkins a la sociedad quedó en suspenso indefinido. Finalmente renunció y demandó a la empresa por sexismo ocupacional, argumentando que su falta de ascensos se produjo después de la presión para caminar, hablar, vestirse y actuar de manera más "femenina".
En 1990, un juez federal de distrito en Washington ordenó a la firma nombrar a Hopkins socio. Fue la primera vez que un tribunal concedió la condición de socio en una empresa profesional como reparación por discriminación sexual o racial.
Tras la demanda, la empresa recibió atención de los medios debido a sus prácticas laborales discriminatorias también hacia los hombres.

### Cuestiones fiscales
En 2014, se reveló que PwC había recibido 55 millones de dólares de Caterpillar Inc. para desarrollar un plan de evasión fiscal. Según una investigación del Senado estadounidense, PwC había ayudado a Caterpillar Inc. a reducir drásticamente sus impuestos durante más de una década.Beneficios valorados en 8000 millones de dólares se trasladaron de EE. UU. a Suiza, lo que supuestamente permitió ahorrar más de 2400 millones de dólares en impuestos estadounidenses durante una década. En Suiza, los beneficios se gravaban con un 4 %.Un director gerente de PricewaterhouseCoopers, que participó en el diseño del plan de ahorro fiscal, escribió en aquel momento a un socio de PwC: «Todos estaremos jubilados cuando esto... se resuelva en una auditoría».

### American International Group Inc.
En 2005, BusinessWeek informó que PwC fue el auditor de American International Group Inc. durante los años de "negociaciones cuestionables" e irregularidades contables de AIG. El 30 de marzo de 2005, AIG declaró que los acuerdos con una compañía de seguros con sede en Barbados, por ejemplo, podrían haberse contabilizado incorrectamente durante los últimos 14 años, debido a que una empresa afiliada a AIG podría haber estado cubriendo en secreto las pérdidas de dicha aseguradora.BusinessWeek afirmó que PwC también parecía haber "fallado" en los acuerdos entre AIG y General Re Corp. de Berkshire Hathaway Inc. General Re transfirió 500 millones de dólares en siniestros y primas anticipados a AIG. BusinessWeek preguntó: "¿Cumplió el auditor con su deber al verificar que AIG asumía el riesgo de siniestros superiores a los 500 millones de dólares, lo que le permitió contabilizar el acuerdo como un seguro? Eso es la base de cualquier transacción de reaseguro".
PwC también fue criticada por varios testigos durante la investigación de la Comisión de Investigación de la Crisis Financiera de 2010 sobre el colapso de AIG en la crisis financiera de 2008, después de que la aseguradora no pudiera cumplir con sus obligaciones colaterales con Goldman Sachs. Se esperaba que la aseguradora cubriera la diferencia de valor entre los contratos de swaps de incumplimiento crediticio que había vendido a Goldman Sachs; sin embargo, el director de la unidad de AIG discrepó de la valoración presentada por Goldman. Según un memorando publicado por Business Insider, los testigos se preguntaron cómo PwC aprobaba las cuentas de AIG y Goldman Sachs cuando utilizaban métodos de valoración diferentes para los contratos de swaps (y, por lo tanto, contabilizaban valores distintos para ellos).

### Suspensión de ChuoAoyama
ChuoAoyama Audit Corporation (中央青山監査法人, Chūō-Aoyama Kansa Hōjin) fue la filial japonesa del servicio de auditoría de PwC desde abril de 2000 hasta 2006.En mayo de 2006, la Agencia de Servicios Financieros de Japón suspendió a ChuoAoyama de la prestación de algunos servicios de auditoría legal durante dos mesestras el colapso de la empresa de cosméticos Kanebo, de la cual tres de los socios fueron encontrados ayudando con fraude contable por ocultar déficits de aproximadamente $ 1.9 mil millones en el transcurso de cinco años.Los contadores fueron condenados a penas de prisión suspendidas de hasta 18 meses por el Tribunal de Distrito de Tokio después de que el juez considerara que habían desempeñado un "papel pasivo" en el delito. La suspensión fue la primera impuesta a una importante firma de contabilidad en el país. Muchos de los clientes más importantes de la firma se vieron obligados a buscar auditores sustitutos antes de que comenzara la suspensión en julio de ese año.
Poco después de la suspensión de ChuoAoyama, PwC actuó con rapidez para frenar cualquier posible pérdida de clientes a raíz del escándalo. Fundó PricewaterhouseCoopers Aarata, y algunos de los contadores de ChuoAoyama y la mayoría de sus clientes se trasladaron a la nueva firma.ChuoAoyama reanudó sus operaciones el 1 de septiembre de 2006, bajo el nombre de Misuzu. Sin embargo, para entonces, las dos firmas juntas tenían un 30 % menos de clientes que ChuoAoyama antes de su suspensión. Misuzu se disolvió en julio de 2007.

### Acuerdo de Tyco
En julio de 2007, PwC acordó pagar 229 millones de dólares estadounidenses para resolver una demanda colectiva interpuesta por los accionistas de Tyco International Ltd. por un fraude contable multimillonario. El director ejecutivo y el director financiero de Tyco fueron declarados culpables de robar 600 millones de dólares de la compañía.

### Escándalos en empresas indias
En 2007, la agencia de normas contables de la India, ICAI, encontró a los socios de PwC culpables de negligencia profesional al no cubrir los activos improductivos del ahora extinto Global Trust Bank.Esto llevó a que el RBI prohibiera a PwC auditar cualquier empresa financiera durante más de un año.PwC también estuvo asociada con el escándalo contable de DSQ Software, con sede en la India, que colapsó en 2003.
En enero de 2009, PwC fue criticada, junto con los promotores de Satyam, una empresa india de TI que cotiza en el NASDAQ, por un fraude de 1.500 millones de dólares.PwC escribió una carta al consejo de administración de Satyam indicando que su auditoría podría resultar "inexacta y poco fiable" debido a las revelaciones realizadas por el (ex) presidente de Satyam y posteriormente retiró sus opiniones de auditoría.La filial estadounidense de PwC "revisó las presentaciones de Satyam en Estados Unidos".En consecuencia, se presentaron demandas en Estados Unidos con PwC como demandada. Dos socios de PricewaterhouseCoopers, Srinivas Talluri y Subramani Gopalakrishnan, fueron acusados por la Oficina Central de Investigaciones de la India en relación con el escándalo de Satyam. Después de que estalló el escándalo, Subramani Gopalakrishnan se retiró de la empresa después de alcanzar la edad de jubilación obligatoria, mientras que Talluri permaneció suspendido de la empresa.
Tras el escándalo de Satyam, la Asociación de Quejas de Pequeños Inversores (SIGA) con sede en Mumbai solicitó al regulador del mercado de valores indio SEBI que prohibiera a PwC de forma permanente y confiscara sus activos en India, alegando más escándalos como el de las "manipulaciones de acciones de Ketan Parekh".
En 2015, PwC India expresó su decepción con la sentencia judicial del caso, afirmando: «Como hemos reiterado en numerosas ocasiones, nunca se ha presentado prueba alguna de que nuestros exsocios, S. Gopalakrishnan o Srinivas Talluri, estuvieran involucrados o tuvieran conocimiento del fraude dirigido por la dirección en Satyam. Entendemos que Gopal y Talluri están considerando presentar una apelación contra este veredicto».En 2018, el regulador de valores de la India prohibió a PwC prestar servicios de auditoría a empresas que cotizan en bolsa durante dos años, y PwC recibió una multa de dos millones de dólares, además de la suspensión.En septiembre de 2019, el tribunal de apelación de valores anuló esta prohibición, declarando que no existían pruebas de colusión de PwC en la estafa. El tribunal también declaró que la SEBI no tenía jurisdicción sobre las firmas de auditoría y que solo el ICAI podía emitir una orden de este tipo.

### Vinculación con la contratación de persona acusada en caso de contrabando de oro
PwC, que brinda servicios de consultoría al Departamento de Tecnología de la Informacióndel gobierno de Kerala y a su proyecto Space Park,ha sido criticada por nombrar a la Sra. Swapana Suresh, quien está acusada en un caso de contrabando de oro en una valija diplomática.Tras una investigación, el gobierno de Kerala decidió rescindir los servicios de consultoría de PwC para el proyecto propuesto Space Park en Thiruvananthapuram.PwC subcontrató los recursos de un proveedor, Vision Technologies, pero el gobierno considera que la responsabilidad principal recae en PwC por reclutar a Swapna Suresh. Incluso antes de estos eventos, la apertura de la oficina de PwC en la secretaría de Kerala había atraído serias críticas del partido de la oposición.Posteriormente, PwC emitió una aclaración sobre la contratación de la Sra. Swapna Suresh, indicando que su contratación se basó en un informe de verificación de antecedentes de empleadores anteriores, así como en una verificación de antecedentes penales realizada en ese momento.En febrero de 2022, el gobierno estatal de Kerala escribió a PwC para solicitar el reembolso de 16 lakhs INR pagados en concepto de salario a Swapna Suresh. En abril de 2022, la empresa respondió que no podía reembolsar el importe.

### Procesos contra Yukos
Yukos, una empresa rusa de petróleo y gas, fue objeto de procesos judiciales por motivos políticos por parte de las autoridades rusas. Sus activos fueron vendidos por supuestos impagos de impuestos y se declaró en quiebra. Las auditorías de PwC sirvieron de base para la defensa de la firma en una serie de juicios continuos contra el exdirector ejecutivo Mijaíl Jodorkovski y el exaccionista mayoritario Platon Lebedev. Las autoridades rusas procedieron entonces a PwC. En marzo de 2007, la policía allanó las oficinas de PwC en Moscú, confiscando documentos relacionados con Yukos y acusando y condenando a PwC por no pagar 243 millones de rublos (9,4 millones de dólares) en impuestos. PwC retiró sus auditorías de Yukos y, menos de dos semanas después, las autoridades la exoneraron de cualquier irregularidad relacionada con su auditoría.
En 2010, Joe Nocera escribió en el New York Times: "En 2007, con la perspectiva de la libertad condicional en el horizonte, los mismos fiscales, con lo que parece ser la complicidad de PricewaterhouseCoopers, la firma de contabilidad de Yukos desde hace mucho tiempo, acusaron a los dos hombres (Mijaíl B. Jodorkovsky y Platon Lebedev), nuevamente, presentando una nueva ronda de cargos kafkianos".
En 2010, se reveló que el gobierno ruso presionó a PwC para que retirara las auditorías.
Un cable de la embajada estadounidense en Moscú declaró que el juicio tuvo motivaciones políticas y que una declaración de PricewaterhouseCoopers ante un tribunal estadounidense podría demostrar que PwC fue presionada por el gobierno ruso para retirar sus auditorías previas a Yukos. Una fuente de la embajada señaló: «Si las auditorías se retiraran debidamente, esto sería una mancha negra para la defensa; de lo contrario, podría beneficiar a la defensa, pero mancharía gravemente la reputación internacional de PwC».

### Caso Transneft
Tras la finalización de la construcción del oleoducto ESPO (Siberia Oriental-Océano Pacífico) por parte de Transneft en diciembre de 2010, un informe oficial de la Cámara de Cuentas de la Federación Rusa sugirió que 4.000 millones de dólares fueron robados por personas de la empresa.El presidente del Consejo de la Federación, Sergéi Mirónov, solicitó una investigación. Alekséi Navalni, accionista minoritario de Transneft y abogado, acusó a la compañía de irregularidades en su blog personal y criticó a PwC, auditor de Transneft, por ignorar sus advertencias. PwC negó las irregularidades, afirmando: «Creemos que no existen fundamentos para tales acusaciones y respaldamos nuestro trabajo para OAO AK Transneft».

### Northern Rock
En 2007, PwC fue criticada por el Comité Selecto del Tesoro del Parlamento del Reino Unido por ayudar a Northern Rock, un cliente de la firma, a vender sus activos hipotecarios mientras también actuaba como su auditor.En 2011, una investigación de la Cámara de los Lores criticó a PwC por no llamar la atención sobre los riesgos en el modelo de negocios seguido por Northern Rock, que fue rescatado por el gobierno del Reino Unido durante la crisis financiera de 2008.

### Auditoría de JP Morgan Securities
En 2012, la Junta de Disciplina Contable y Actuarial (AADB) del Reino Unido multó a PwC con una cifra récord de 1,4 millones de libras esterlinas por informar erróneamente a la Autoridad de Servicios Financieros (FSA) de que JP Morgan Securities había cumplido con las normas sobre el dinero de los clientes, que protegen los fondos de estos. Los contables no verificaron si JP Morgan contaba con los sistemas adecuados ni recopilaron pruebas suficientes para formarse una opinión al respecto; en consecuencia, no informaron de que JP Morgan no mantenía el dinero de los clientes separado del dinero de la propia firma. La multa de 1,4 millones de libras esterlinas fue, en aquel momento, la mayor sanción impuesta a una firma de contabilidad profesional en el Reino Unido.

### Privatización del agua en Delhi
Investigaciones independientes revelaron que PwC recibió un trato preferencial poco ético, facilitado por el Banco Mundial, en su intento de privatizar el sistema de distribución de agua de Delhi, India, una iniciativa que fue calificada como corrupta. Durante el proceso de licitación, PwC fracasó repetidamente en cada ronda, pero en todas las ocasiones el Banco Mundial presionó para que la empresa avanzara a la siguiente etapa, hasta que finalmente ganó la licitación. El intento de privatización fracasó cuando Arvind Kejriwal y la organización no gubernamental (ONG) Parivartan realizaron una investigación en 2005.Tras presentar una solicitud bajo la Ley de Derecho a la Información (RTI), Parivartan obtuvo 9,000 páginas de correspondencia y consultas con el Banco Mundial, donde se reveló que el proyecto preveía salarios de 25,000 dólares mensuales para cuatro administradores en cada una de las 21 zonas de agua. Esto ascendía a más de 25 millones de dólares al año, lo que habría aumentado el presupuesto en más del 60% y multiplicado por nueve los impuestos al agua.
Parivartan contactó por primera vez a la Junta de Aguas de Delhi (DJB), que administra el sistema de agua de Delhi, en noviembre de 2004, tras un informe del periódico The Asian Age, donde el plan se reveló al público por primera vez.La DJB negó la existencia del proyecto, pero tras una apelación, se concedió la solicitud de RTI. Los documentos revelaron que el proyecto comenzó en 1998, en completo secreto dentro de la administración de la DJB.La DJB solicitó al Banco Mundial un préstamo para mejorar el sistema de agua, el cual fue aprobado, y la iniciativa comenzó con un préstamo de consulta de 2,5 millones de dólares. El gobierno de Delhi podría haber proporcionado fácilmente el dinero, y la tasa de interés del 12% que otorgaría el Banco Mundial podría haberse aumentado en los mercados de capitales al 6%.Tras la consulta, 35 empresas multinacionales presentaron ofertas, de las cuales seis fueron preseleccionadas. Cuando PwC ocupaba el décimo puesto, el Banco Mundial indicó que al menos una empresa debía ser de un país en desarrollo, y dado que PwC presentó la oferta desde su oficina de Calcuta, se la calificó como empresa "india" y ascendió a la sexta posición.Cuando PwC fracasó en la segunda ronda, el Banco Mundial presionó al DJB para que comenzara de nuevo con una nueva ronda de licitación. Solo una empresa que no era PwC tuvo éxito en la nueva ronda, y el Banco Mundial obtuvo las calificaciones más bajas de un evaluador que fue descartado. El contrato se adjudicó a PwC en 2001.Tras la investigación de Parivartan, Kejriwal, Aruna Roy y otros activistas en Delhi lanzaron una campaña, y el DJB retiró la solicitud de préstamo al Banco Mundial.

### Cattles
En 2013, Cattles plc interpuso una demanda contra PwC en el Reino Unido en relación con las auditorías de 2006 y 2007, alegando que PwC no había llevado a cabo investigaciones adecuadas. Cattles, una empresa británica de financiación al consumo, descubrió posteriormente deficiencias de control que provocaron una sobrevaloración significativa de su cartera de préstamos en su balance general; tras cotizar en el índice FTSE 250, posteriormente perdió su cotización. PwC impugnó esta demanda legal.La demanda se resolvió extrajudicialmente en términos no revelados.
El Consejo de Información Financiera (FRC) impuso una multa de 2,3 millones de libras a PwC y le ordenó pagar 750.000 libras en costas tras su investigación de las auditorías de 2007 de Cattles y su principal filial comercial. PwC admitió que su conducta "no cumplió con los estándares razonablemente esperados de una firma miembro" en relación con los estados financieros de 2007. El FRC afirmó que PwC no contaba con suficiente evidencia de auditoría sobre la suficiencia de las provisiones para pérdidas crediticias.

### Quinn Insurance
En 2015, PwC Irlanda fue demandada por los administradores concursales de Quinn Insurance Limited (QIL) por 1000 millones de euros. Tras ser auditada por PwC entre 2005 y 2008, QIL se declaró en concurso de acreedores en 2010. Los administradores alegaron que PwC debería haber detectado una subestimación significativa de las provisiones de QIL para reclamaciones.

### Connaught plc
Connaught plc, una antigua empresa británica de externalización del índice FTSE 250 dedicada al mantenimiento de propiedades para el sector público y de vivienda social, fue declarada en concurso de acreedores en 2010 tras reportar pérdidas significativas. En 2017, el Consejo de Información Financiera (FRC) amonestó severamente a PwC y a su socio auditor tras una investigación sobre su conducta en la auditoría de 2009 de Connaught. PwC recibió una multa récord de 5 millones de libras esterlinas, más las costas.

### Tesco
En 2014, Tesco, una cadena minorista británica, anunció que había sobreestimado sus beneficios en 263 millones de libras esterlinas al informar erróneamente sobre descuentos a proveedores. El Consejo de Información Financiera (FRC) inició una investigación sobre las prácticas contables de Tesco y sobre la conducta de PwC en sus auditorías de 2012, 2013 y 2014.Dos miembros del Comité de Auditoría de Tesco, encargados de supervisar la relación de Tesco con sus auditores, habían trabajado anteriormente para PwC, incluido su presidente, Ken Hanna; este último dimitió posteriormente.En 2015, PwC fue reemplazada como auditora de Tesco, poniendo fin a un contrato de 32 años, tras un proceso de licitación en el que no participó.En junio de 2017, el Consejo de Información Financiera dijo que no había "perspectivas realistas" de que un tribunal del organismo de control contable del Reino Unido dictara sentencia en contra de la auditora PwC en relación con su participación en el caso de Tesco de 2014.

### Banco de Tokio-Mitsubishi UFJ
En 2014, el Banco de Tokio-Mitsubishi UFJ fue investigado por los reguladores bancarios de Nueva York por su papel en el enrutamiento de pagos de clientes iraníes a través de su sucursal de Nueva York, en violación de las sanciones estadounidenses. Se descubrió que PwC había alterado un informe de investigación sobre el asunto; la propia PwC fue multada con 25 millones de dólares por este asunto.

### Luxemburgo Leaks
Artículo principal: Luxemburgo Leaks

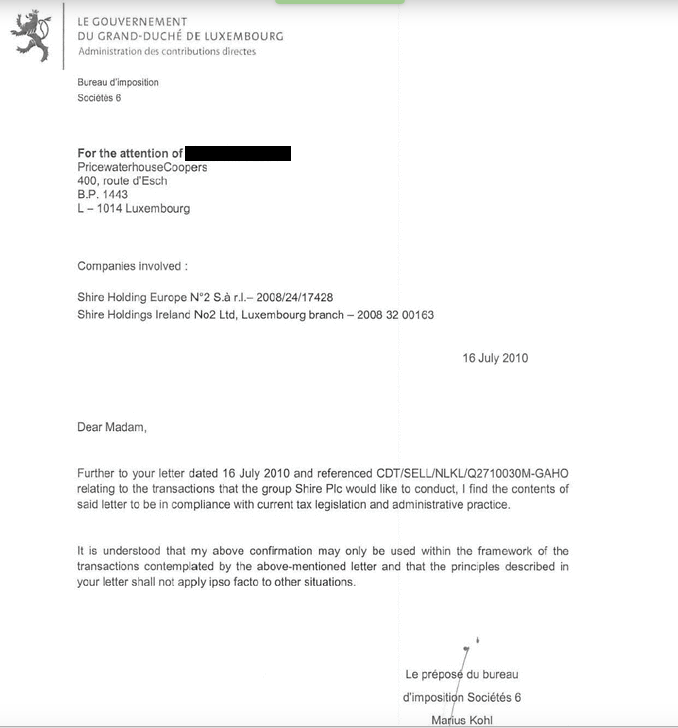
Una de las resoluciones fiscales de Luxembourg Leaks negociada por PwC.

La firma ayudó a empresas multinacionales a obtener 548 resoluciones fiscales legales en Luxemburgo entre 2002 y 2010. Estas resoluciones garantizaban por escrito que las autoridades luxemburguesas verían con buenos ojos los planes de ahorro fiscal de las multinacionales. Gracias a estos acuerdos, las empresas ahorraron miles de millones de dólares en impuestos. Algunas empresas pagaron menos del uno por ciento de impuestos sobre las ganancias que trasladaron a Luxemburgo. Empleados o exempleados de PwC proporcionaron documentación de las resoluciones a la prensa.En 2013 y 2014, el director fiscal de PwC Reino Unido compareció ante el comité de cuentas públicas del Reino Unido y fue interrogado por mentir sobre la comercialización de estos esquemas de elusión fiscal. Declaró al comité que la financiación, las inversiones y la estructura fiscal son legales y bien conocidas por el gobierno británico. «Si quieren cambiar el régimen fiscal de Luxemburgo, los políticos podrían cambiarlo».Las revelaciones atrajeron la atención internacional y generaron comentarios sobre los esquemas de elusión fiscal en Luxemburgo y otros paraísos fiscales. Las revelaciones dieron lugar posteriormente a una serie de medidas a nivel de la UE destinadas a regular las tramas de elusión fiscal e investigaciones fiscales sobre varias empresas de la UE. En 2016, PwC presentó cargos contra los dos denunciantes que revelaron la controversia fiscal de LuxLeaks, quienes fueron condenados a penas de prisión condicional y multas. En marzo de 2017, un tribunal de apelación de Luxemburgo confirmó las condenas de los dos denunciantes, pero con penas reducidas.

### Petrobras
En 2015, la Fundación Bill y Melinda Gates, del fundador de Microsoft, Bill Gates, demandó a la petrolera Petrobras y a la filial brasileña de la firma de contabilidad PwC por pérdidas de inversión debido a la corrupción en la petrolera brasileña. Los documentos también alegaron que la filial brasileña de PwC, PricewaterhouseCoopers Auditores Independentes, desempeñó un papel importante al certificar los estados financieros de Petrobras e ignorar las advertencias.

### Matrimonio homosexual en Australia
En 2016, Luke Sayers, entonces director ejecutivo de PwC Australia,hizo que la empresa preparara un informe que proyectaba el costo excesivo de un plebiscito sobre el matrimonio homosexual.Mark Allaby, un alto ejecutivo de PwC, dejó la junta directiva de la organización de lobby religioso Australian Christian Lobby, un grupo que hace campaña contra el matrimonio entre personas del mismo sexo, tras la indignación pública y la presión de PwC Australia.

### Grupo Centro Properties
En 2007, el gigante de centros comerciales Centro subestimó sus pasivos en más de 3000 millones de dólares y estuvo a punto de quebrar al no poder refinanciar su deuda durante la crisis financiera de 2008.PwC, auditor de Centro, admitió negligencia. En 2012, Centro y PwC pagaron un acuerdo de 200 millones de dólares para resolver la demanda colectiva de accionistas, la mayor de la historia en Australia.

### BHS
En 2016, PwC en el Reino Unido fue investigada por el Consejo de Información Financiera (FCI) por su conducta en relación con la auditoría de BHS correspondiente al ejercicio finalizado el 30 de agosto de 2014. PwC completó su auditoría de los estados financieros, en la que se describía a BHS como una empresa en marcha, días antes de su venta por 1 libra a un consorcio sin experiencia en el sector minorista. BHS quebró al año siguiente con un déficit sustancial en su fondo de pensiones.

### Demanda por negligencia de MF Global
En 2016, un juez federal de los Estados Unidos rechazó la solicitud de PwC de desestimar una demanda de 3 mil millones de dólares que acusaba a la firma de contabilidad de mala praxis profesional por ayudar a provocar la quiebra en octubre de 2011 de MF Global, una empresa de corretaje que alguna vez fue dirigida por el exgobernador de Nueva Jersey Jon Corzine.

### BT Italia
BT Group (British Telecom), cliente de PwC, informó en 2017 que las ganancias de su filial italiana se habían sobreestimado en 530 millones de libras. BT, según se informa, solicitó la sustitución inmediata de PwC como auditor tras una ruptura de confianza, pero tenía relaciones comerciales con las otras cuatro grandes firmas que habrían impedido su nombramiento anticipado.BT declaró posteriormente que su auditoría se licitaría para identificar un sustituto para PwC.En junio de 2017, el Consejo de Información Financiera inició una investigación de las auditorías realizadas por PwC a BT entre 2015 y 2017.

### Error en el anuncio de la Mejor Película de los Óscar
Artículo principal: 89.ª edición de los Premios Óscar
En la 89.ª edición de los Premios Óscar de 2017, La La Land fue anunciada incorrectamente como ganadora a Mejor Película después de que el socio de PwC, Brian Cullinan, entregara a los presentadores Warren Beatty y Faye Dunaway el sobre equivocado. PwC se encargó de tabular los resultados, preparar los sobres y entregárselos a los presentadores.Se calificó como "el mayor desastre imaginable".La firma asumió la "plena responsabilidad" por entregar a los presentadores el sobre equivocado y se disculpó por el error,reconociendo que Cullinan y la socia de PwC, Martha Ruiz, no siguieron los protocolos para corregir el error con rapidez. En marzo de 2017, la junta directiva de la Academia votó a favor de contratar los servicios de la firma de contabilidad PricewaterhouseCoopers, a pesar de la confusión, afirmando que "se han establecido nuevos protocolos, incluyendo una mayor supervisión por parte del presidente de PwC en Estados Unidos, Tim Ryan".

### PrivatBank
En julio de 2017, el Banco Nacional de Ucrania retiró la licencia de auditoría de PwC Ucrania por su presunta "verificación de información financiera tergiversada", lo que provocó un agujero en el balance de 5.500 millones de dólares en PrivatBank.El gobierno de Ucrania tuvo que rescatar a PrivatBank mediante su nacionalización en 2016 para proteger a sus 20 millones de clientes.

### Auditoría del Colonial Bank
En 2017, el Tribunal de Distrito de los Estados Unidos para el Distrito Medio de Alabama declaró a PwC responsable de negligencia profesional en su auditoría del Colonial Bank, que fracasó en 2009, tras presentar información financiera sustancialmente falsa ante la SEC. En 2018, un juez federal ordenó posteriormente a PwC pagar a la FDIC 625 millones de dólares, la mayor sentencia jamás impuesta contra una firma de auditoría estadounidense.La FDIC llegó a un acuerdo con PwC por 335 millones de dólares en marzo de 2019.

### Demanda de discriminación por edad
En 2018, PwC fue acusada de contratar de forma desproporcionada a trabajadores más jóvenes y de fomentar "un lugar de trabajo consciente de la edad en el que la juventud es muy valorada".Los demandantes estimaron que los solicitantes más jóvenes tienen un 500 % más de probabilidades de ser contratados que los candidatos mayores de 40 años. En marzo de 2019, un juez federal en San Francisco certificó una acción colectiva relacionada con el caso.

### Análisis de inversión de AVP de Luke Sayers
En 2018, el director ejecutivo de PwC Australia, Luke Sayers, se vio involucrado en supuestos conflictos de intereses relacionados con una inversión personal en Australian Visa Processing (AVP),una empresa en parte propiedad de PwC que estaba presentando una licitación para rediseñar y administrar el sistema de procesamiento de visas de Australia, que potencialmente tiene un valor de miles de millones de dólares, lo que resultaría en una importante ventaja financiera para sus inversores.Esta inversión provocó una "tormenta dentro de la firma",la intervención de PwC Global y una revisión por parte de PwC Australia de su política de inversión personal para socios.La opción de invertir no se había ofrecido a todos los socios, ni siquiera a toda la firma.Se anunció una revisión sobre la forma en que los socios realizan inversiones personales.

### Servicios de auditoría inadecuados en Estados Unidos
Durante 2019, la filial estadounidense de PwC acordó pagar más de 7,9 millones de dólares a su regulador estadounidense, la Comisión de Bolsa y Valores (SEC), para resolver las acusaciones de que realizó de manera incorrecta servicios de TI y otros servicios no relacionados con la auditoría para varios clientes de auditoría.

### Corrupción en Angola
En 2020, el Consorcio Internacional de Periodistas de Investigación (ICIJ) filtró más de 700.000 documentos internos que revelaban que PwC había facilitado múltiples negocios en los que Isabel dos Santos, hija del expresidente de Angola José Eduardo dos Santos, amasó una fortuna mientras dirigía la petrolera estatal Sonangol. Dos Santos estableció una red de más de 400 empresas para facilitar la evasión fiscal y el desvío de millones de dólares en contratos estatales angoleños a empresas bajo su control.Su esposo, el empresario y coleccionista de arte congoleño Sindika Dokolo, ganó millones gracias a una asociación sospechosamente unilateral con la empresa estatal de diamantes SODIAM para adquirir una participación en la joyería suiza de lujo De Grisogono.Tras las revelaciones del ICIJ, PwC indicó que rescindiría su relación con Dos Santos.

### MBC Group
Durante noviembre de 2017, PwC realizó la debida diligencia y valoración de la empresa de medios MBC Group, propiedad del empresario saudí Waleed bin Ibrahim Al Ibrahim, quien presuntamente fue retenido contra su voluntad en el Ritz-Carlton de Riad como parte de un intento de obligarlo a venderlo al príncipe heredero saudí.

### JD Classics
En julio de 2021, PwC fue demandada por los administradores Álvarez y Marsal en nombre de JD Classics, un concesionario de automóviles con sede en el Reino Unido, por negligencia relacionada con las auditorías de 2016 y 2017.La falta de identificación de fraude en la empresa provocó pérdidas de 41 millones de libras. PwC respondió con una declaración: «Esta demanda carece de fundamento y la defenderemos enérgicamente».

### Lobby de puerta giratoria
En 2021, una investigación del New York Times reveló que empleados de PwC buscaron empleo en el Departamento del Tesoro, donde implementaron políticas que beneficiaron a los clientes de PwC. Tras completar su periodo en el Departamento del Tesoro, fueron ascendidos a socios de PwC.

### Evergrande
PwC ha auditado a Evergrande, una empresa inmobiliaria china, desde 2009 y recibió honorarios por valor de 42 millones de dólares por hacerlo.Para 2021, Evergrande había colapsado financieramente y desencadenó la crisis del sector inmobiliario chino, lo que generó preguntas sobre el papel de PwC en la inflación de los ingresos de la empresa antes de su eventual quiebra.
En octubre de 2021, el regulador contable de Hong Kong anunció una investigación sobre la auditoría de Evergrande realizada por PwC. PwC había aprobado las cuentas de 2020 de Evergrande sin mencionar sus incertidumbres como empresa en marcha. Tras el anuncio de la investigación por fraude, PwC dimitió como auditor de las cuentas de Evergrande.Un año después, en febrero de 2024, los liquidadores de Evergrade se prepararon para una posible demanda contra PwC.
En septiembre de 2024, PwC ZhongTian, la división de auditoría de PwC en China, fue suspendida durante seis meses. El regulador de valores de China también confiscó los ingresos que PwC obtuvo de la auditoría de Evergrande y le impuso una multa de 62 millones de dólares.

### South African Airways
El informe de la Comisión Zondo sobre la captura del Estado en Sudáfrica reveló varios casos de presunta corrupción, fraude y mala gestión en South African Airways (SAA). El informe concluyó que PwC facilitó eficazmente la captura de SAA al no auditar adecuadamente sus procesos financieros y contables entre 2012 y 2016.

### Kier Group y Galliford Try
En junio de 2022, el Consejo de Información Financiera del Reino Unido multó a PwC y a un exsocio, Jonathan Hook, por fallos de auditoría relacionados con las constructoras Galliford Try y Kier Group. PwC recibió una multa de poco más de 3 millones de libras por no impugnar adecuadamente los ingresos y costes reconocidos por la dirección de Galliford Try en contratos de construcción grandes y complejos a largo plazo durante las auditorías de 2018 y 2019, y una multa de 1,96 millones de libras por fallos similares durante la auditoría de Kier de 2017. Ambas multas se redujeron (de 5 y 3,35 millones de libras, respectivamente) para reflejar la cooperación de PwC con la investigación.

### Americanas (AMER3)
En enero de 2023, la firma se vio envuelta en una controversia al aprobar los balances de Americanas (AMER3) con inconsistencias contables por aproximadamente US$4 mil millones. Esto provocó volatilidad en el precio de la empresa en la bolsa brasileña y pérdidas para sus accionistas. Tras verificar el impacto, la CVM (organismo regulador de las bolsas de valores) abrió investigaciones contra los auditores de la empresa para determinar responsabilidades.

### Escándalo de filtración fiscal en Australia
En 2023, se reveló que un socio de PwC, miembro de grupos de consulta creados por el Tesoro australiano para mejorar la legislación fiscal, había estado filtrando planes fiscales gubernamentales confidenciales a PwC. Los datos filtrados por el socio de PwC incluían nuevas normas tributarias para subsanar lagunas legales que permitían a las multinacionales evadir impuestos.
Después de que PwC completara una investigación interna en julio de 2023, ocho socios, incluido el ex director ejecutivo Tom Seymour, fueron eliminados de la sociedad.En julio de 2023, PwC vendió su negocio de consultoría del gobierno australiano a Allegro Funds por $1 y el negocio pasó a llamarse Scyne Advisory.

### Apoyo a oligarcas rusos
La unidad de Chipre de PwC ayudó a docenas de oligarcas rusos a barajar su riqueza y evadir sanciones después de la invasión de Ucrania por parte de Rusia.[249][250] PwC ayudó a Alekséi Mordashov a transferir una inversión de 1.400 millones de dólares fuera de su nombre para eludir las sanciones de la UE. PwC también ayudó a dos oligarcas que fueron fundamentales para el desarrollo de la guerra de Rusia en Ucrania a ocultar 100 millones de dólares.
Tras el inicio de la invasión rusa a gran escala de Ucrania, el 7 de marzo de 2022, PwC declaró que «en estas circunstancias, PwC no debería tener una firma miembro en Rusia y, en consecuencia, PwC Rusia abandonará la red».El 29 de abril, PwC Rusia anunció la retirada de la marca de la red PwC, y el 30 de junio se firmó un acuerdo legal para la retirada de la firma rusa de la red.Una semana después, el 5 de julio de 2022, PwC Ucrania anunció la salida definitiva de la compañía de Rusia: «PwC ya no tiene una firma en Rusia: el 4 de julio de 2022 se completaron todos los aspectos de la salida de la antigua firma de PwC en Rusia».Además, las firmas miembro de PwC fuera de Rusia se han abstenido de realizar ningún trabajo para entidades o personas rusas sancionadas. La compañía afirmó que cualquier sanción impuesta contra entidades o personas rusas específicas en cualquier parte del mundo se aplicaría en todo el mundo. Sin embargo, en 2023 se supo que PwC ayudó a los oligarcas rusos a evitar sanciones.PwC también dejó de trabajar en Bielorrusia, donde su personal estaba compuesto por 25 personas.

### Fraude en Curazao
PwC ayudó al multimillonario Hushang Ansary supuestamente a defraudar un fondo de pensiones en Curazao mediante la creación de empresas fantasma que drenaron el fondo.